# Riccardo Milana
Riccardo Milana (Roma, 4 febbraio 1957) è un politico italiano.
Ha ricoperto numerosi incarichi, tra cui consigliere e presidente di circoscrizione del Comune di Roma dal 1981 al 1989, assessore allo sport dal 1994 al 2001 nella giunta Rutelli, deputato nel Lazio per La Margherita (in quota Democratici) nel 2001 e riconfermato alla Camera nel 2006 nelle liste dell'Ulivo.
Nel 2008 viene eletto al Senato, sempre nel Lazio, per il Partito Democratico. Ricopre anche il ruolo di coordinatore romano del PD. Fa parte della 5ª commissione permanente (bilancio) ed è membro della Commissione Parlamentare per l'indirizzo generale e la vigilanza dei servizi radiotelevisivi.
Giovedì 23 dicembre 2010 il senatore Riccardo Milana ha annunciato la sua adesione al progetto del Nuovo Polo e l'ingresso in Alleanza per l'Italia